# NGC 2963
NGC 2963 (również PGC 28155 lub UGC 5222) – galaktyka spiralna z poprzeczką (SBab), znajdująca się w gwiazdozbiorze Smoka. Odkrył ją William Herschel 3 kwietnia 1785 roku.
W galaktyce tej zaobserwowano supernową SN 1989D.